# Enthemonae
Sous-ordre
Les Enthemonae sont un sous-ordre d'anémones de mer de l'ordre des Actiniaria.

## Caractéristiques
Créé en 2014, ce sous-ordre regroupe la quasi-totalité des anémones contemporaines, à l'exception des trois familles du sous-ordre des Anenthemonae. 

## Liste des familles
Selon World Register of Marine Species (12 janvier 2023) :

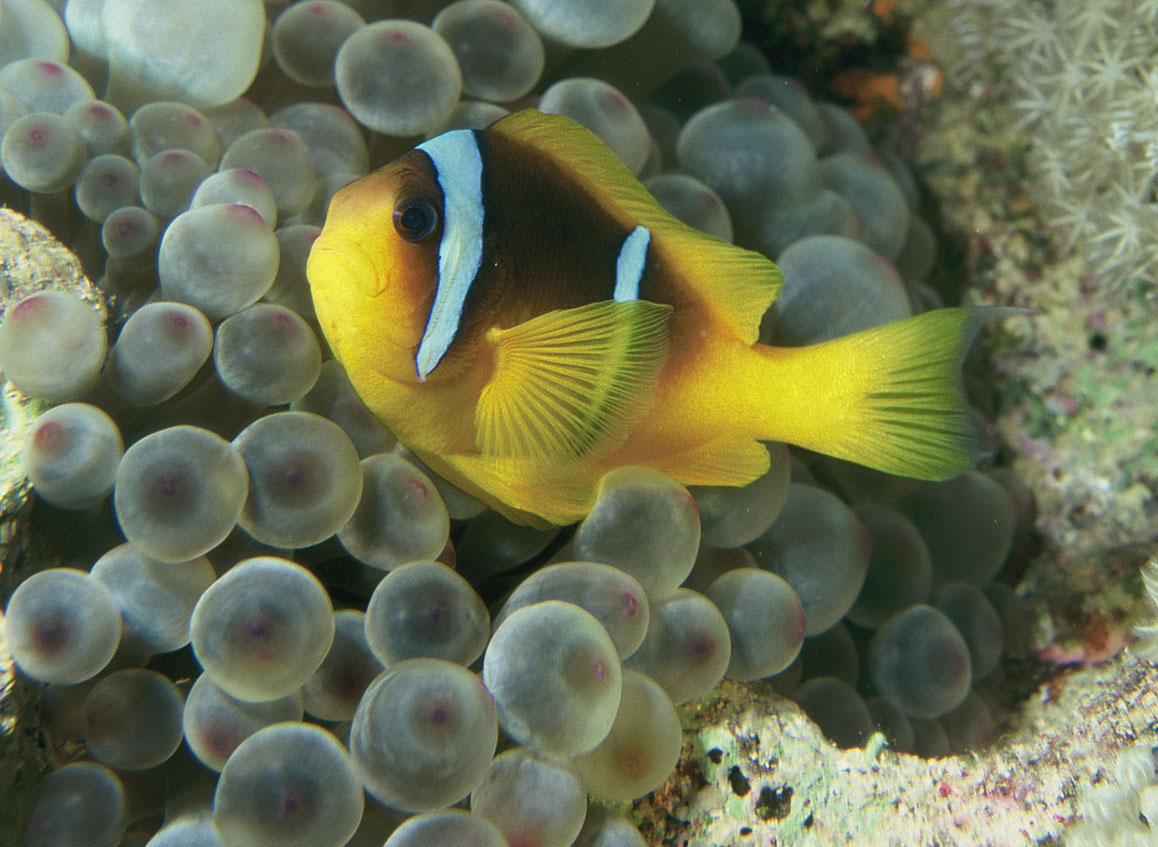
Poisson-clown dans une Entacmaea quadricolor.

- super-famille Actinioidea Rafinesque, 1815
  - famille Actinodendridae Haddon, 1898
  - famille Aurelianidae Andres, 1883
  - famille Condylanthidae Stephenson, 1922
  - famille Haloclavidae Verrill, 1899
  - famille Homostichanthidae
  - famille Iosactinidae Riemann-Zürneck, 1997
  - famille Limnactiniidae Carlgren, 1921
  - famille Liponematidae Hertwig, 1882
  - famille Minyadidae Milne Edwards, 1857
  - famille Oractiidae Riemann-Zürneck, 2000
  - famille Phymanthidae Andres, 1883
  - famille Preactiniidae England in England & Robson, 1984
  - famille Ptychodactinidae Appellöf, 1893
  - famille Stichodactylidae Andres, 1883
  - famille Stoichactidae Carlgren, 1900
  - famille Thalassianthidae Milne Edwards, 1857
- super-famille Actinostoloidea Carlgren, 1932
  - famille Actinostolidae Carlgren, 1932
  - famille Anthosactinidae Sanamyan, Sanamyan, Galkin, Ivin & Bocharova 2021
  - famille Capneidae Gosse, 1860
  - famille Exocoelactinidae Carlgren, 1925
  - famille Halcampoididae Appellöf, 1896
  - famille Halcampulactidae Gusmão, Berniker, Van Deusen, Harris & Rodríguez, 2019
  - famille Sicyonidae Hertwig, 1882
  - famille Tetracoelactinidae Sanamyan, Sanamyan, Galkin, Ivin & Bocharova 2021
- super-famille Metridioidea Carlgren, 1893
  - famille Acontiophoridae Carlgren, 1938
  - famille Acricoactinidae Larson, 2016
  - famille Actiniidae Rafinesque, 1815
  - famille Actinoscyphiidae Stephenson, 1920
  - famille Aiptasiidae Carlgren, 1924
  - famille Aiptasiomorphidae Carlgren, 1949
  - famille Aliciidae Duerden, 1895
  - famille Andresiidae Stephenson, 1922
  - famille Andvakiidae Danielssen, 1890
  - famille Antipodactinidae Rodríguez, López-González & Daly, 2009
  - famille Bathyphelliidae Carlgren, 1932
  - famille Boloceroididae Carlgren, 1924
  - famille Diadumenidae Stephenson, 1920
  - famille Gonactiniidae Carlgren, 1893
  - famille Halcampidae Andres, 1883
  - famille Haliactinidae Carlgren, 1949
  - famille Hormathiidae Carlgren, 1932
  - famille Isanthidae Carlgren, 1938
  - famille Kadosactinidae Riemann-Zürneck, 1991
  - famille Metridiidae Carlgren, 1893
  - famille Nemanthidae Carlgren, 1940
  - famille Nevadneidae Carlgren, 1925
  - famille Octineonidae Fowler, 1894
  - famille Sagartiidae Gosse, 1858
  - famille Sagartiomorphidae Carlgren, 1934

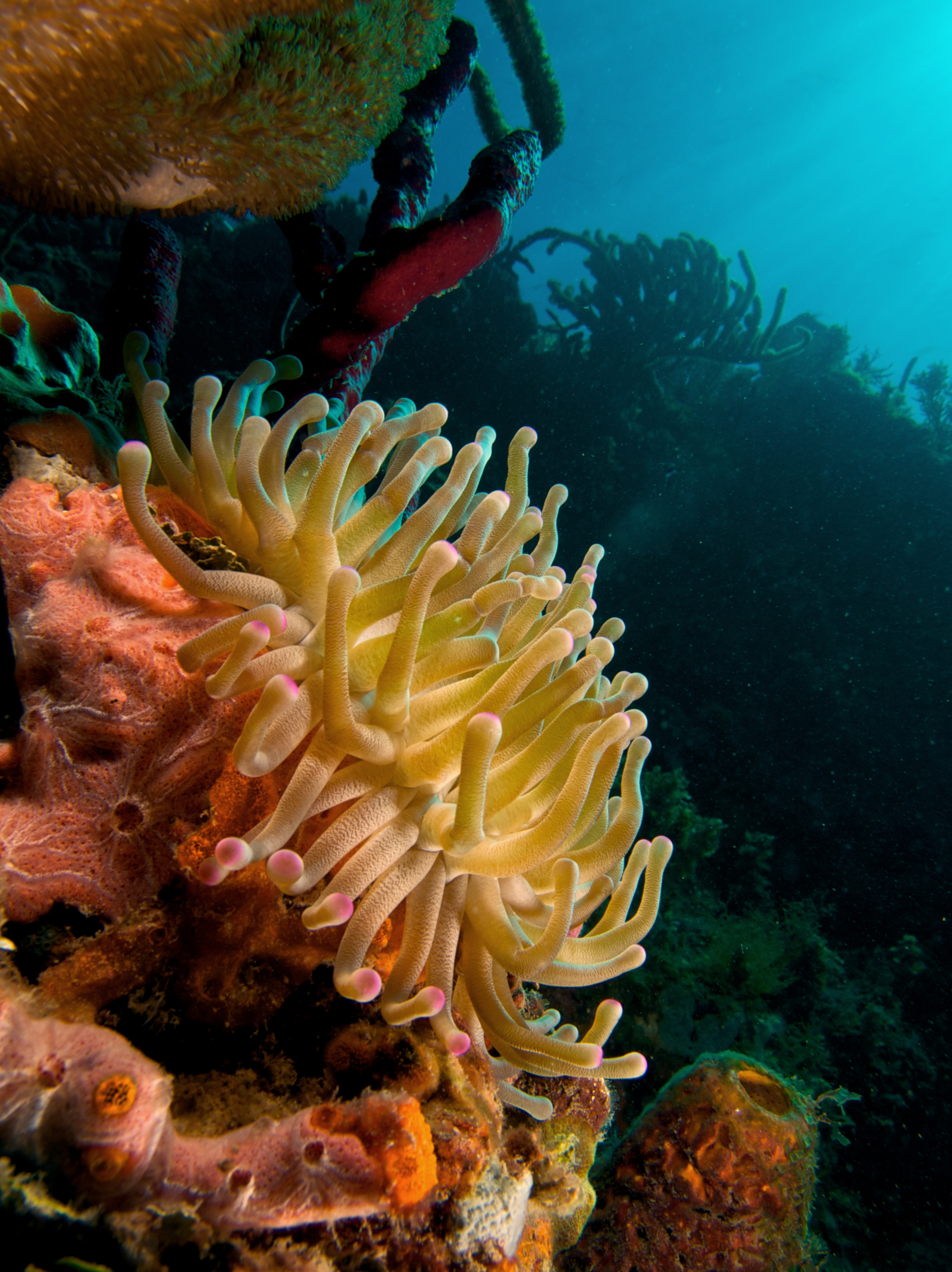
Condylactis gigantea, une Actiniidae.
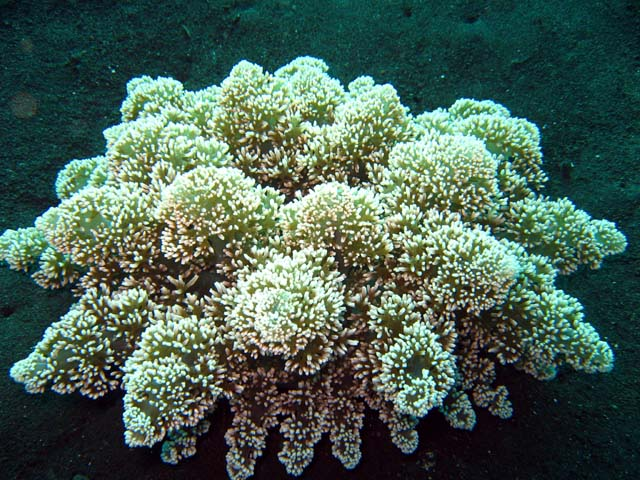
Actinodendron arboreum, une Actinodendridae.
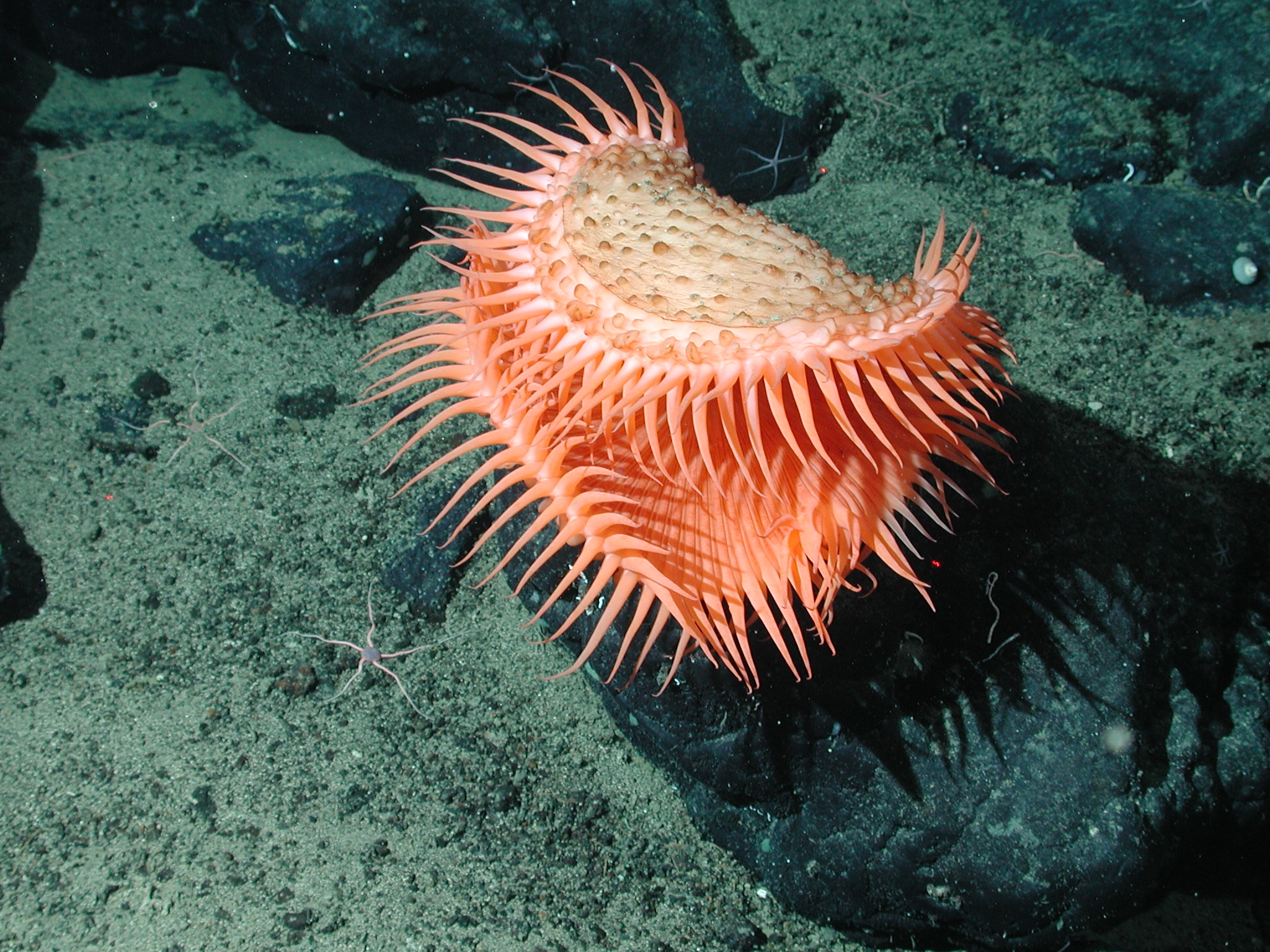
Actinoscyphia aurelia, une Actinoscyphiidae.
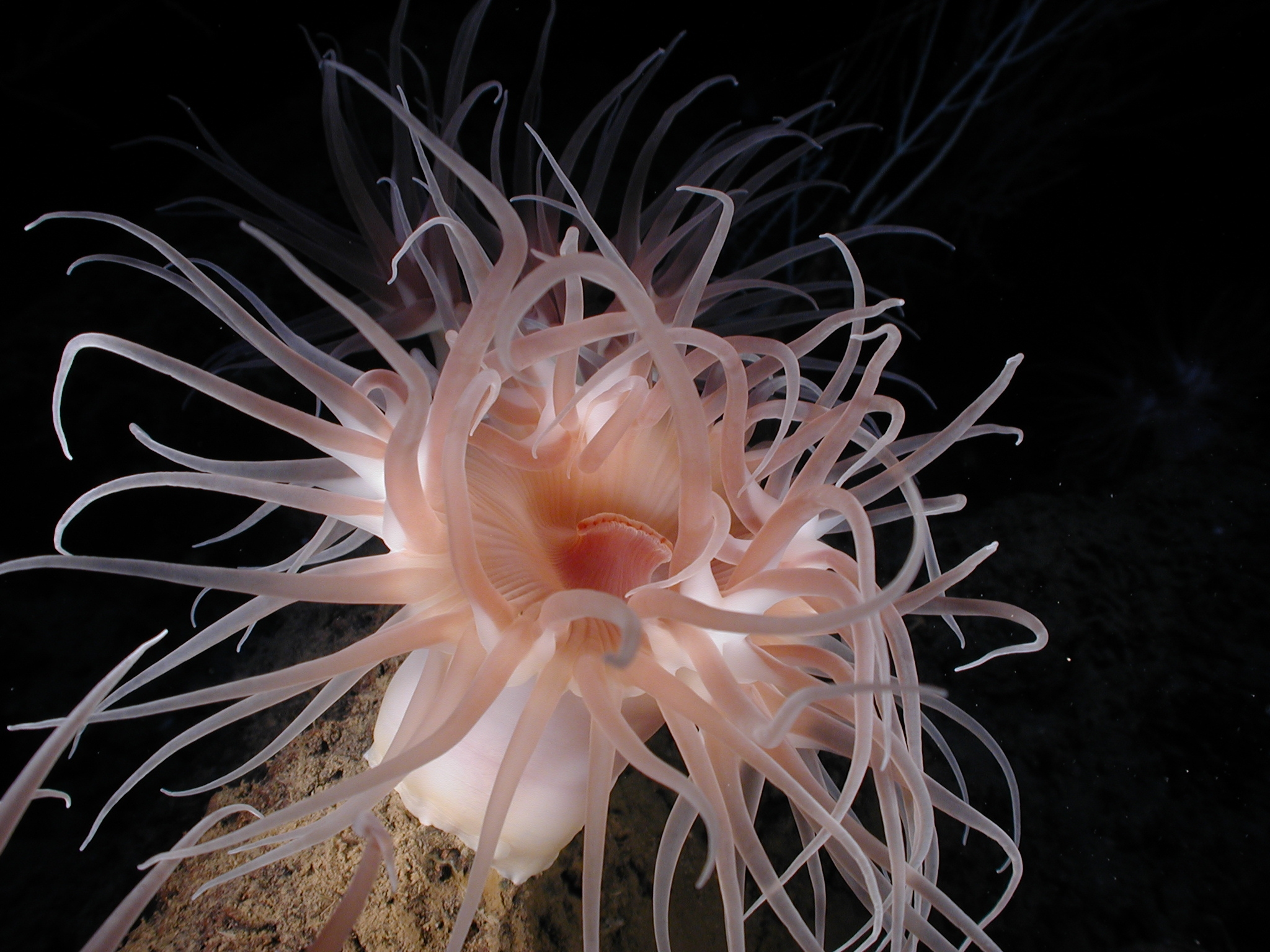
Actinostola sp., une Actinostolidae.
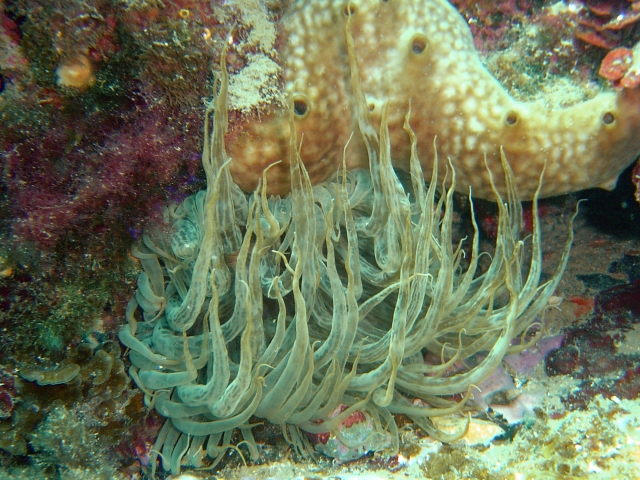
Aiptasia mutabilis, une Aiptasiidae.
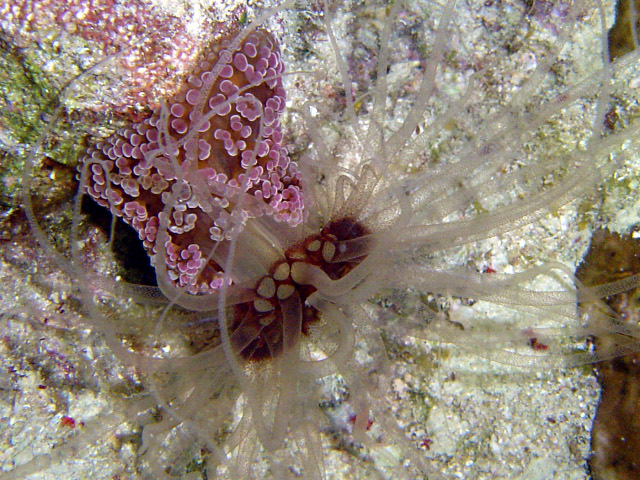
Alicia pretiosa, une Aliciidae.
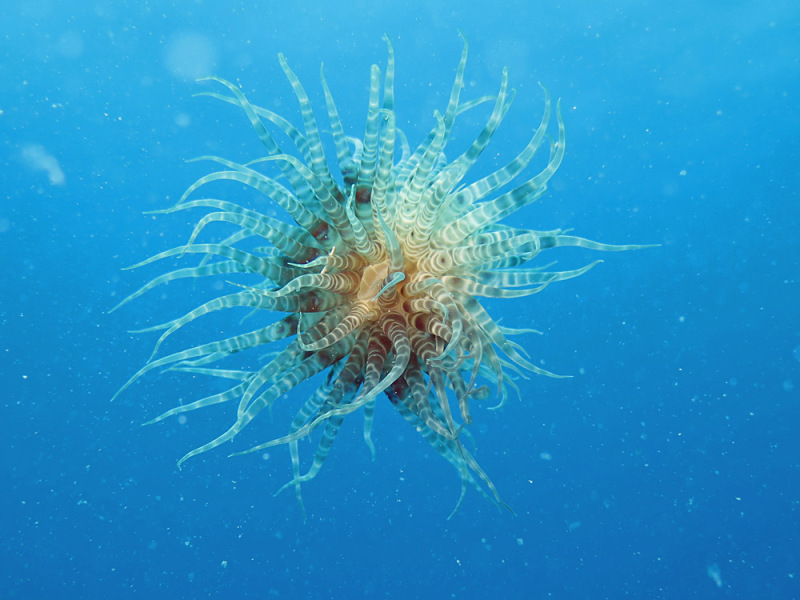
Boloceroides mcmurrichi, une Boloceroididae.
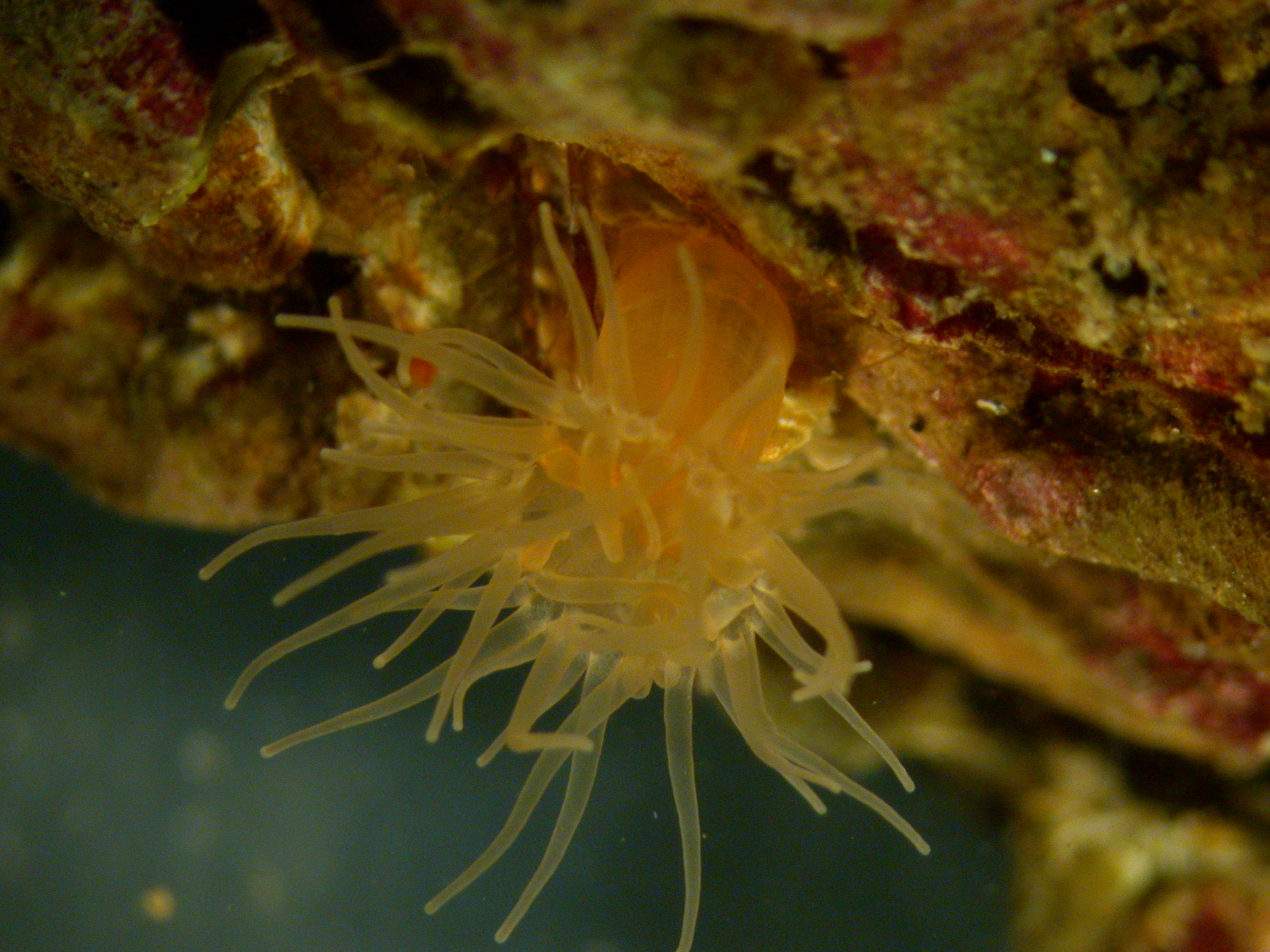
Diadumene cincta, une Diadumenidae.
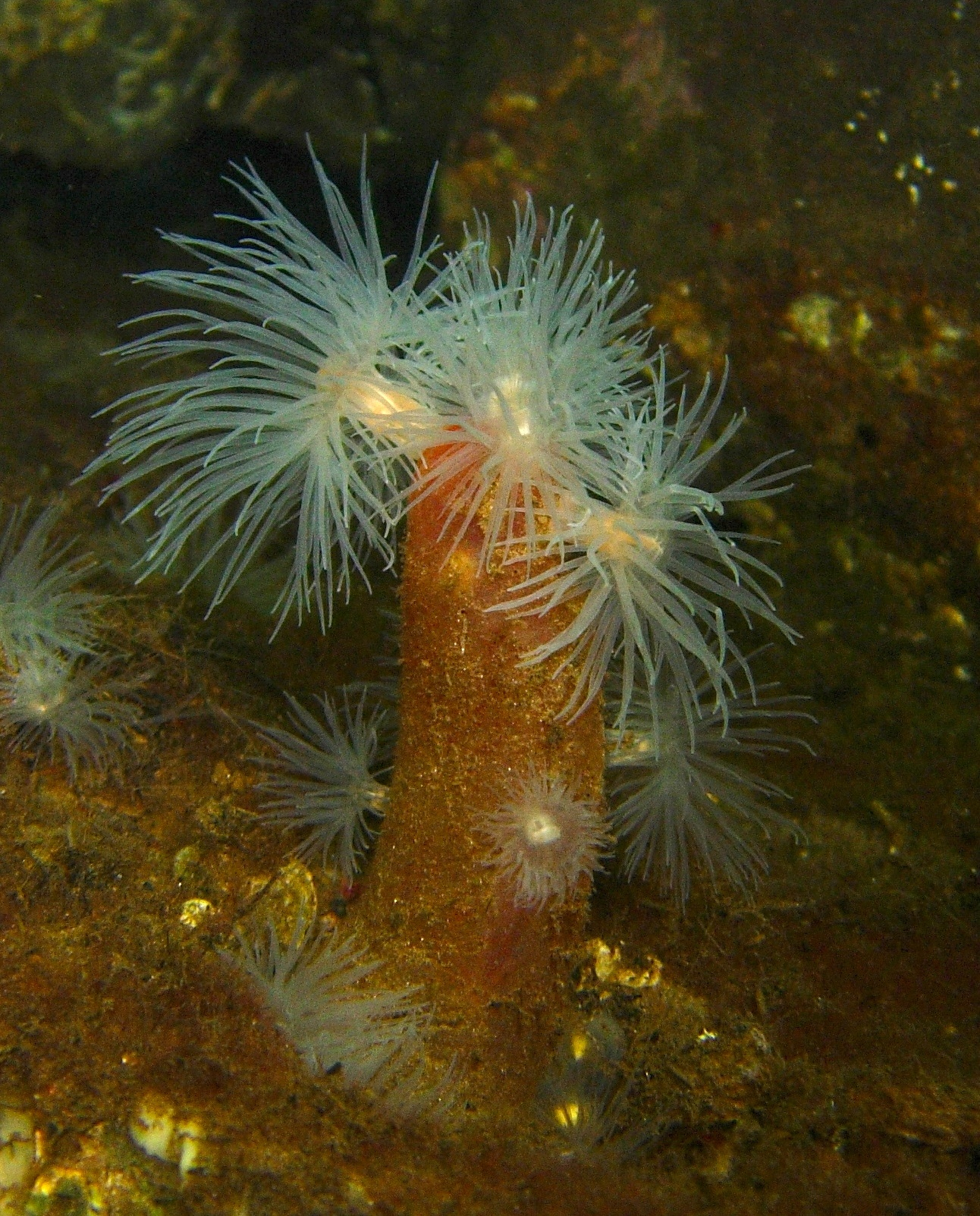
Protanthea simplex, une Gonactiniidae.
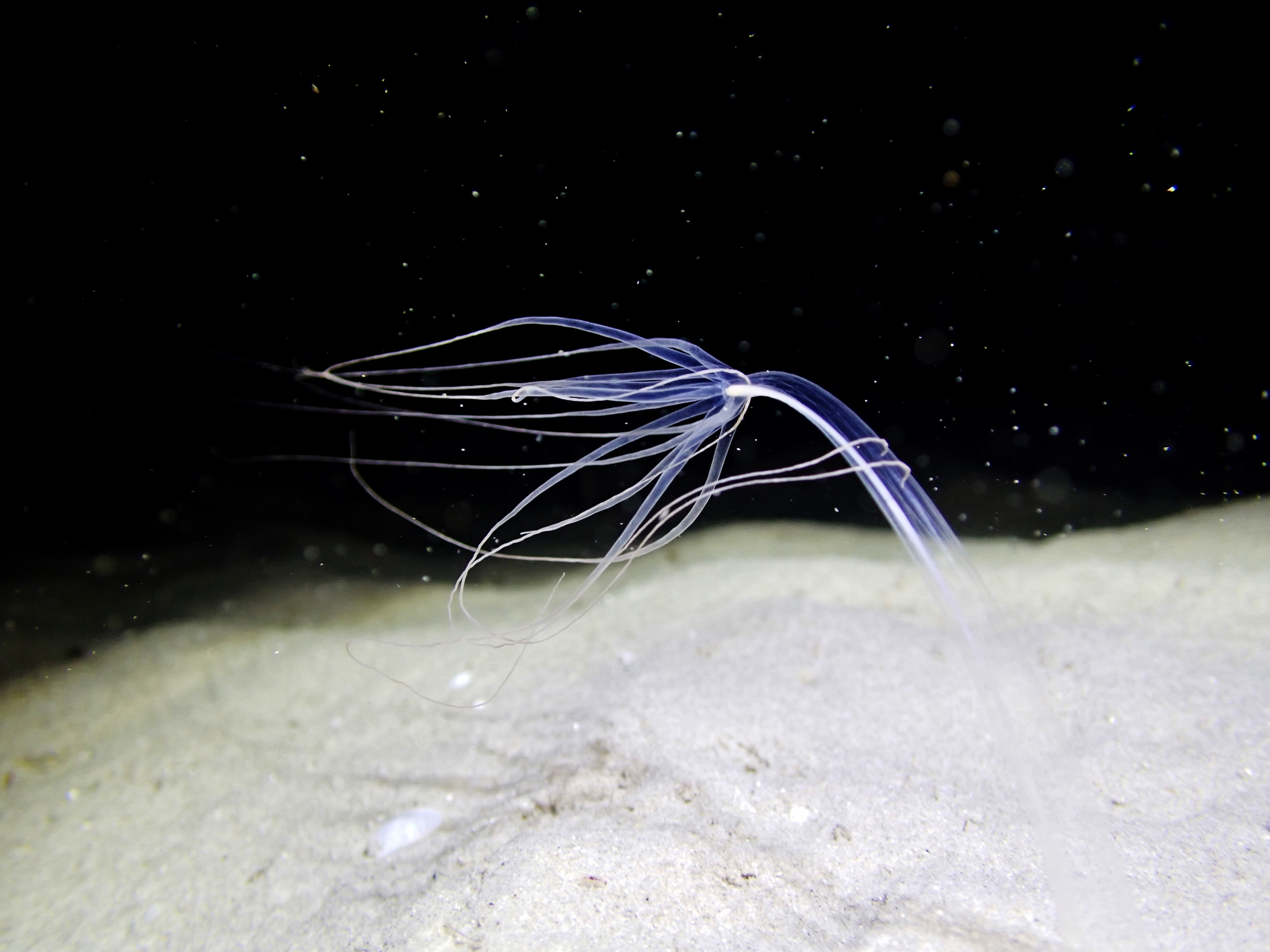
Halcampoides purpureus, une Halcampoididae.
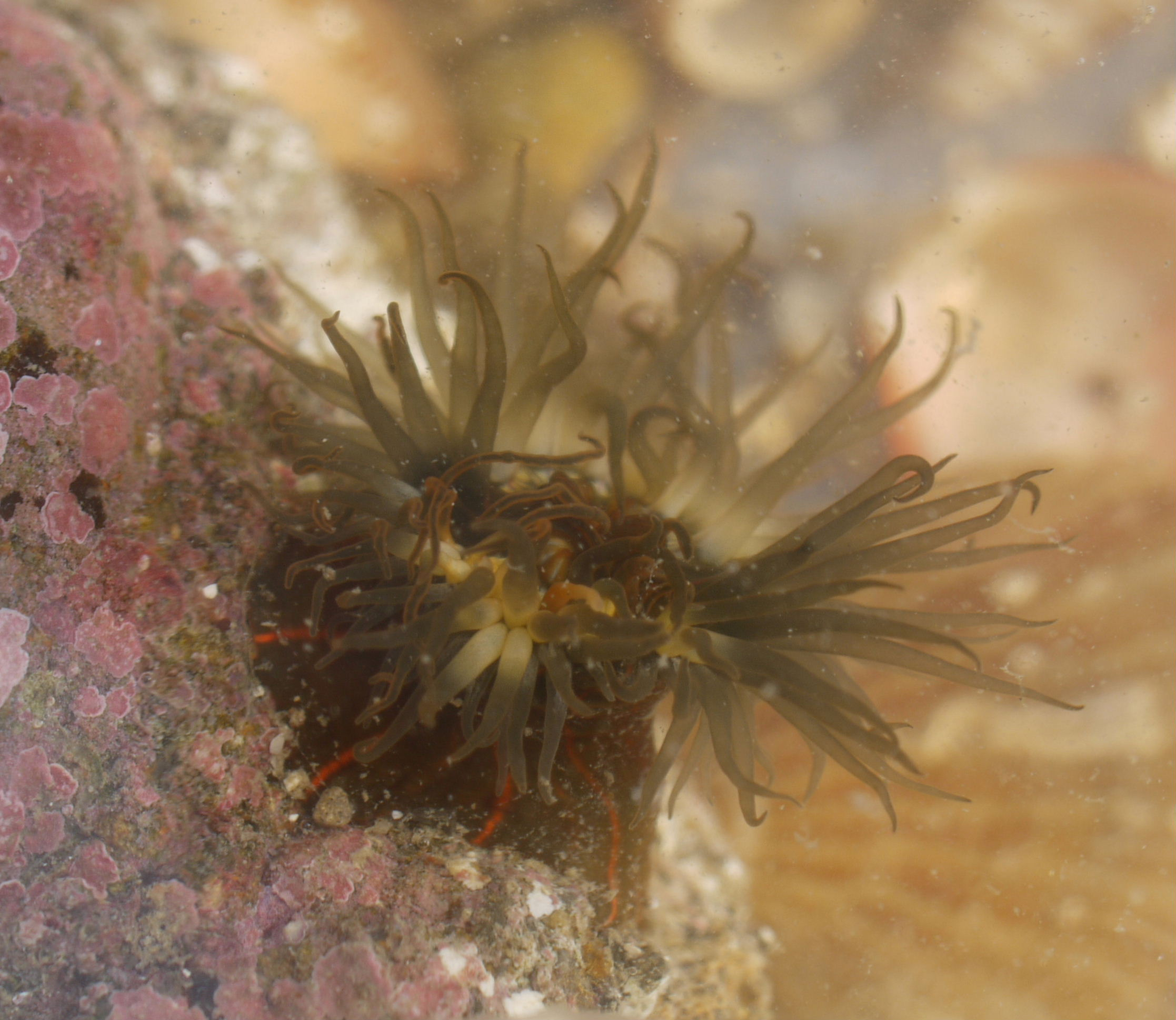
Haliplanella lineata, une Haliplanellidae.
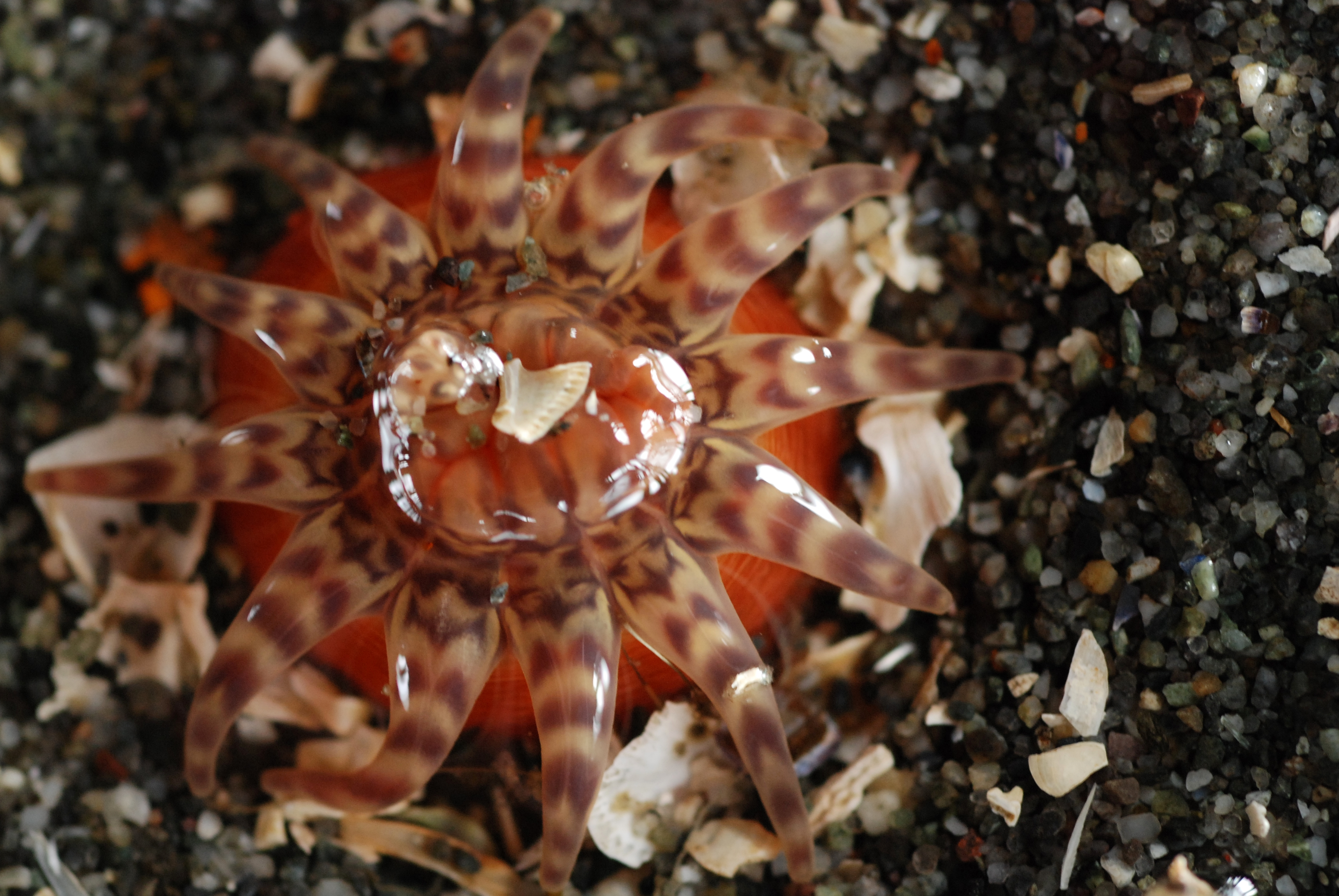
Peachia quinquecapitata, une Haloclavidae.
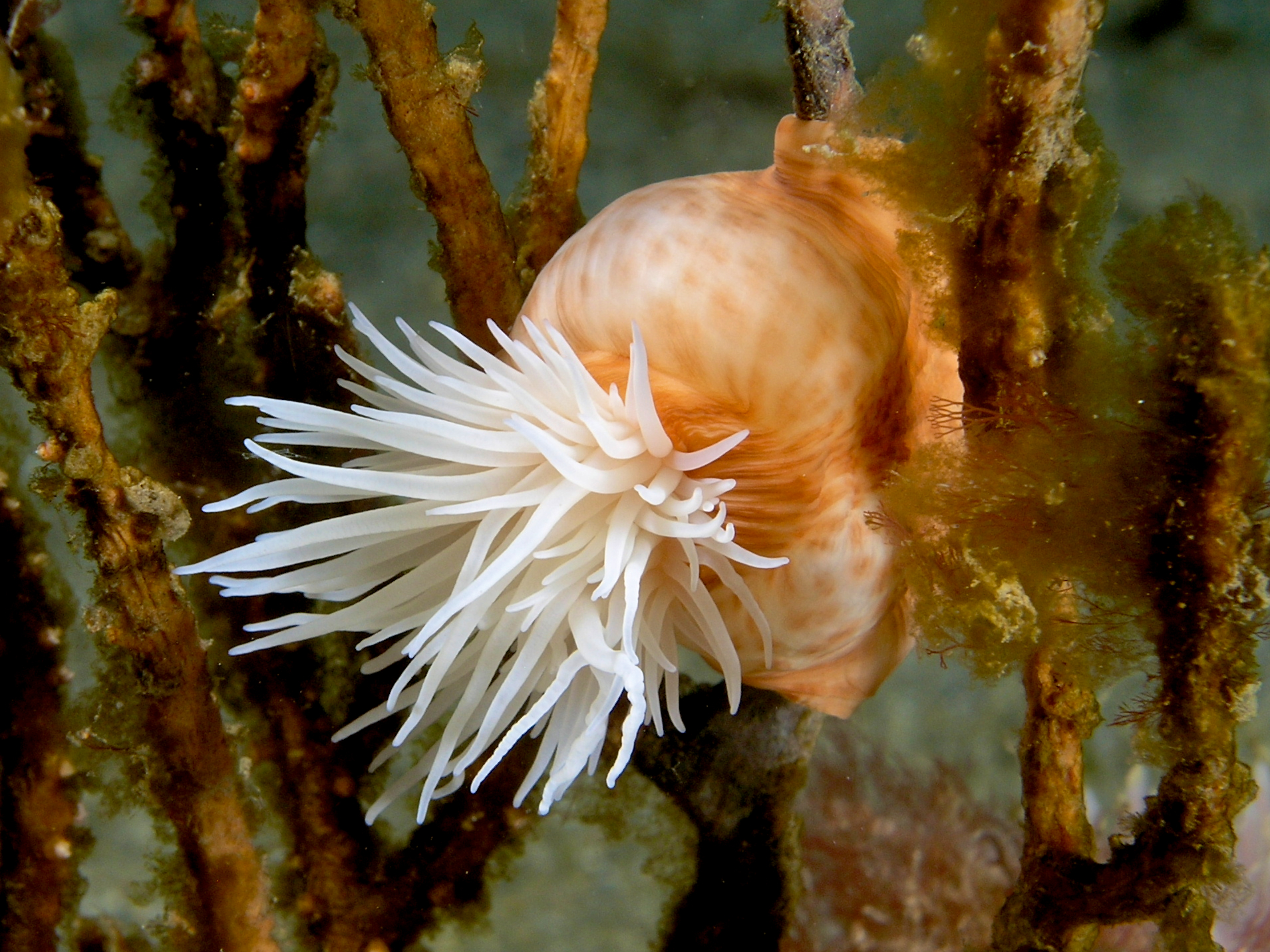
Amphianthus sp., une Hormathiidae.
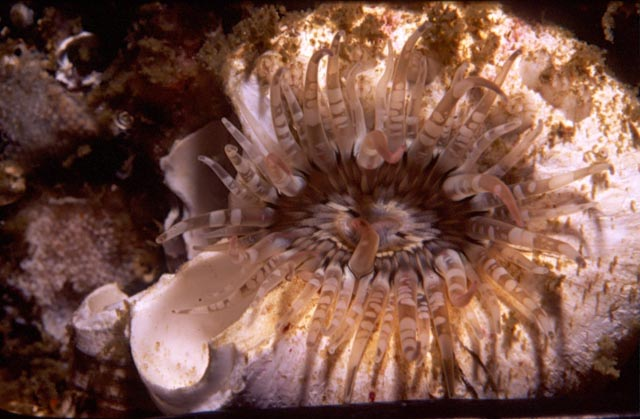
Isanthus capensis, une Isanthidae.
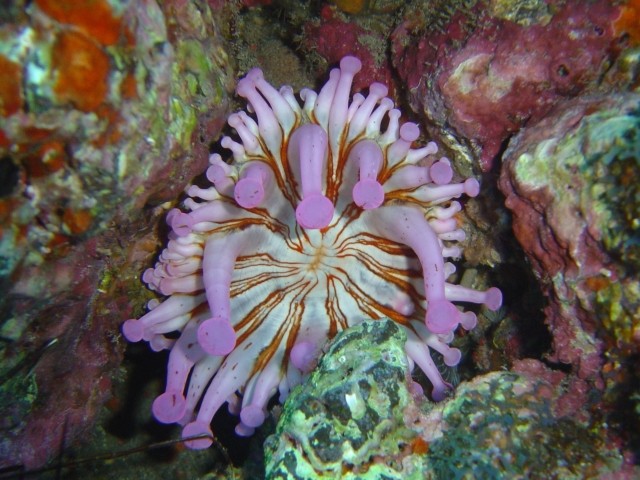
Telmatactis cricoides, une Isophelliidae.
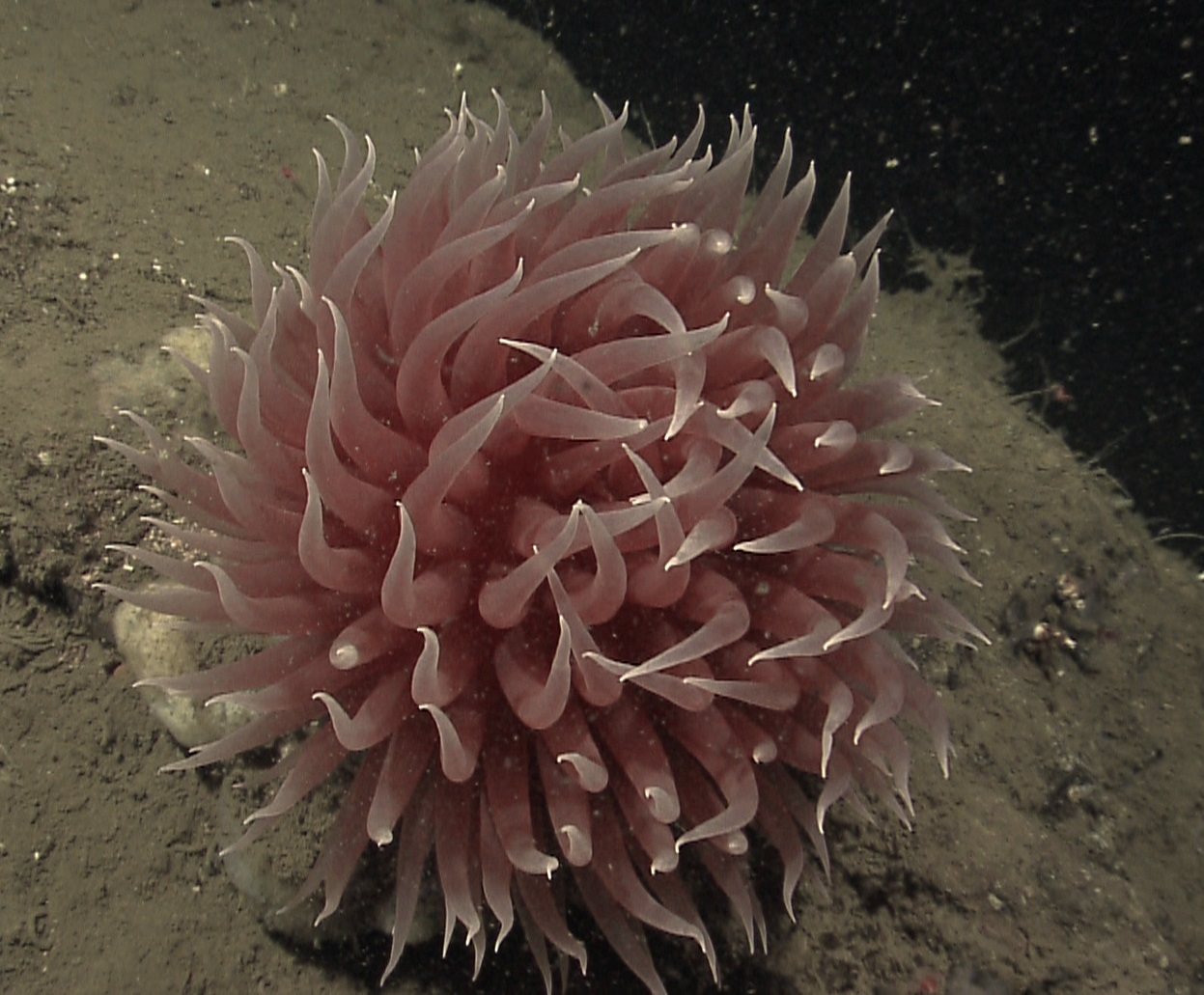
Liponema brevicorne, une Liponematidae.
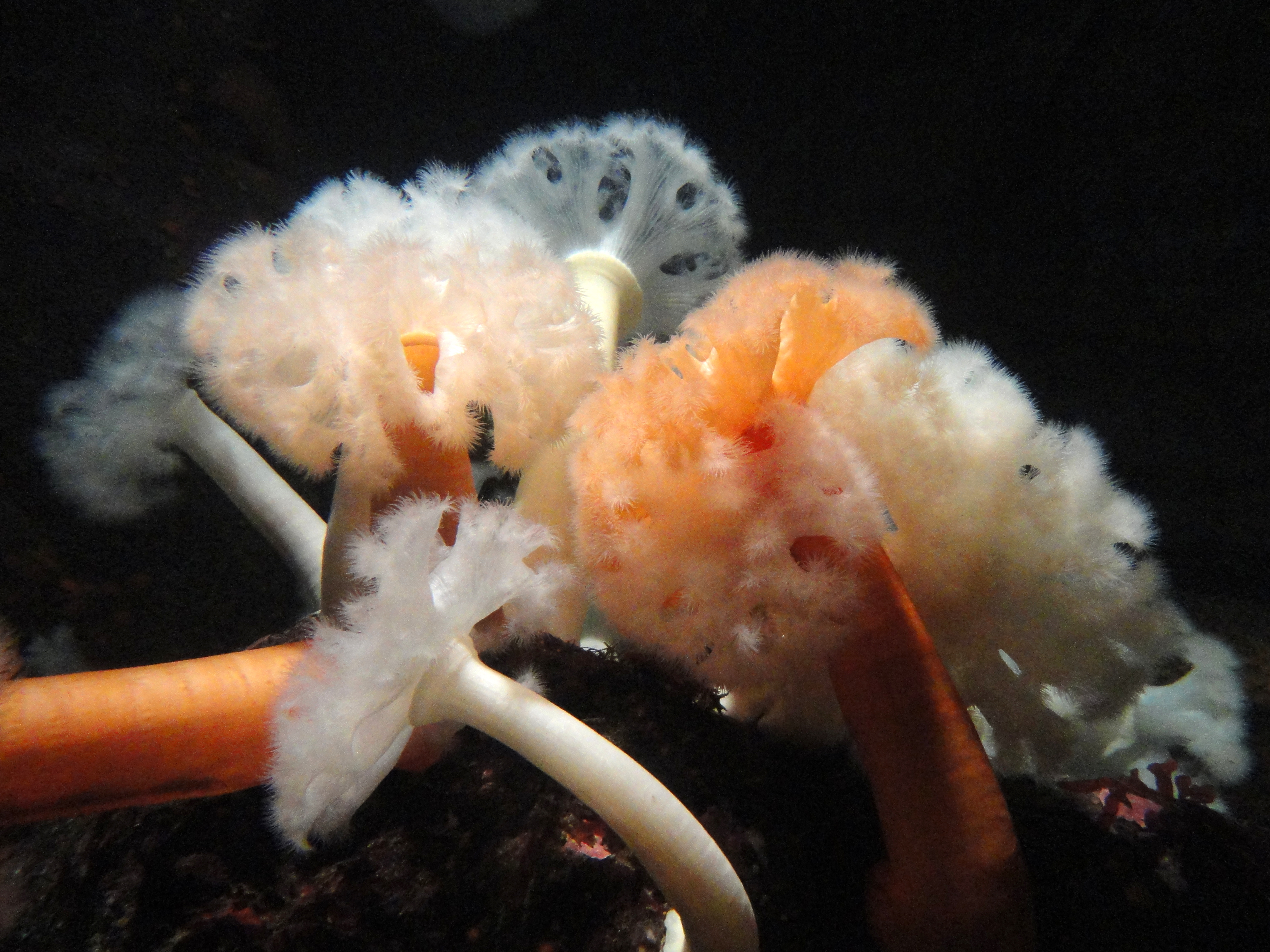
Metridium farcimen, une Metridiidae.
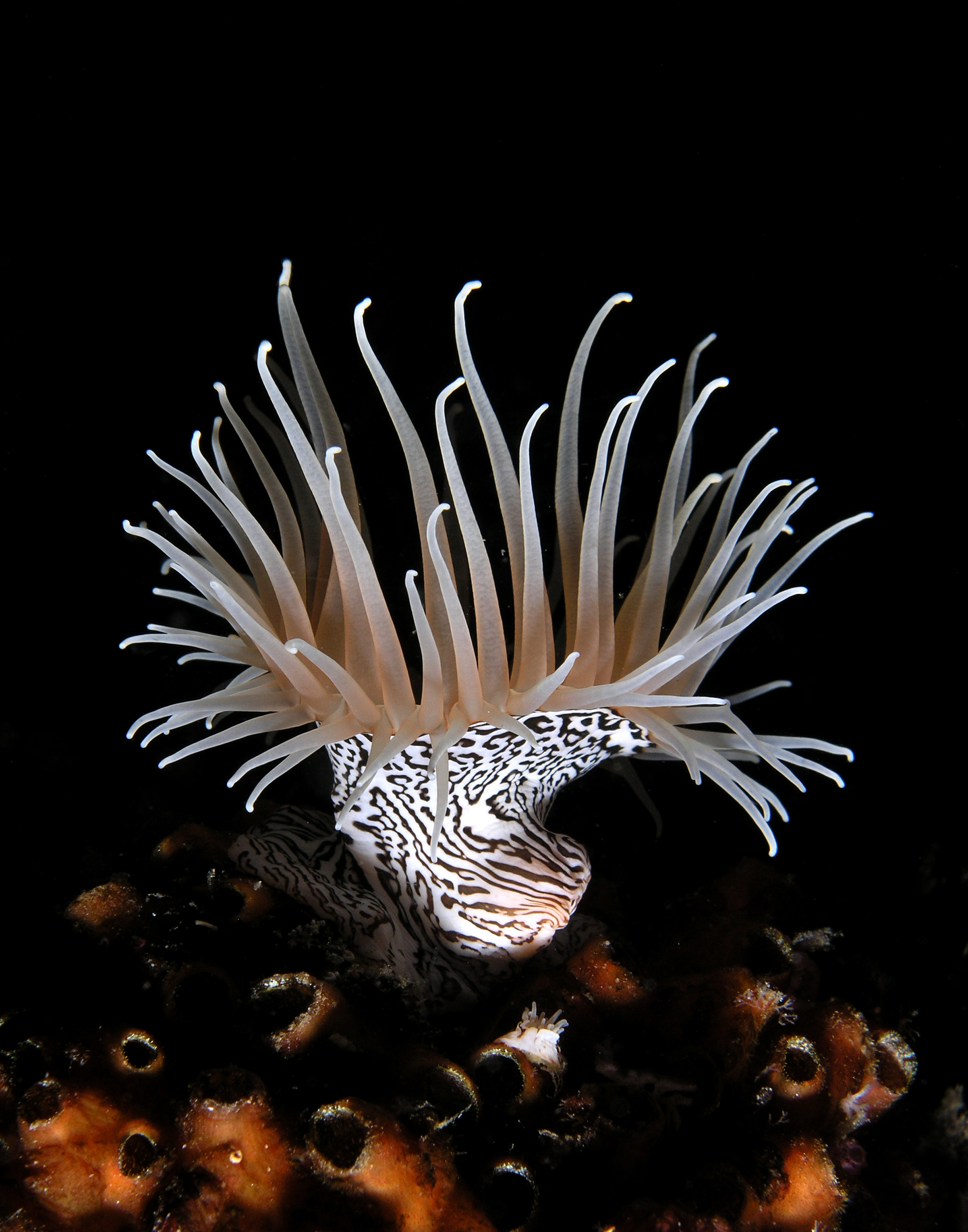
Nemanthus annamensis, une Nemanthidae.
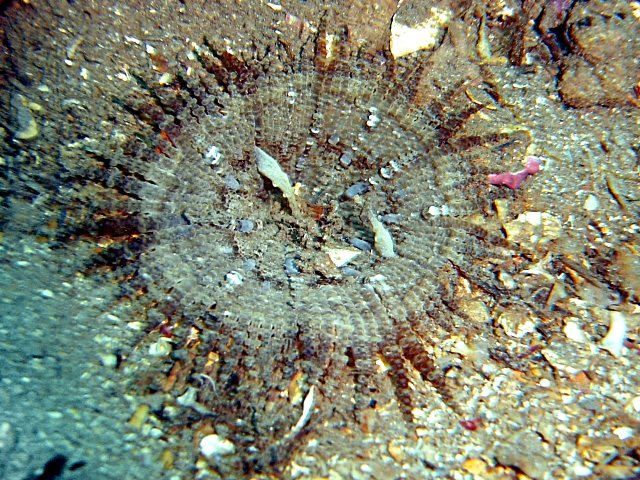
Phymanthus pulcher, une Phymanthidae.
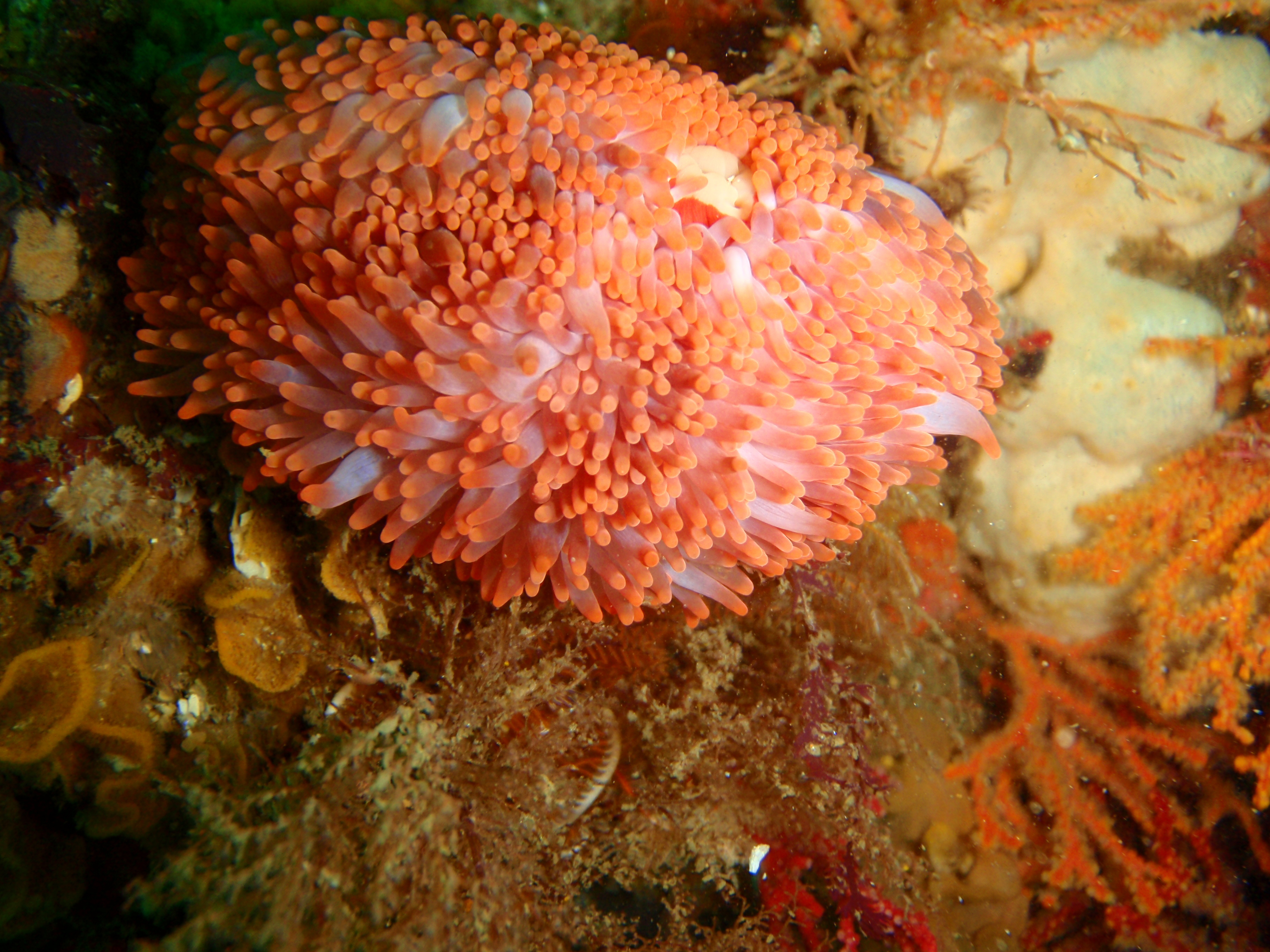
Preactis millardae, une Preactiidae.
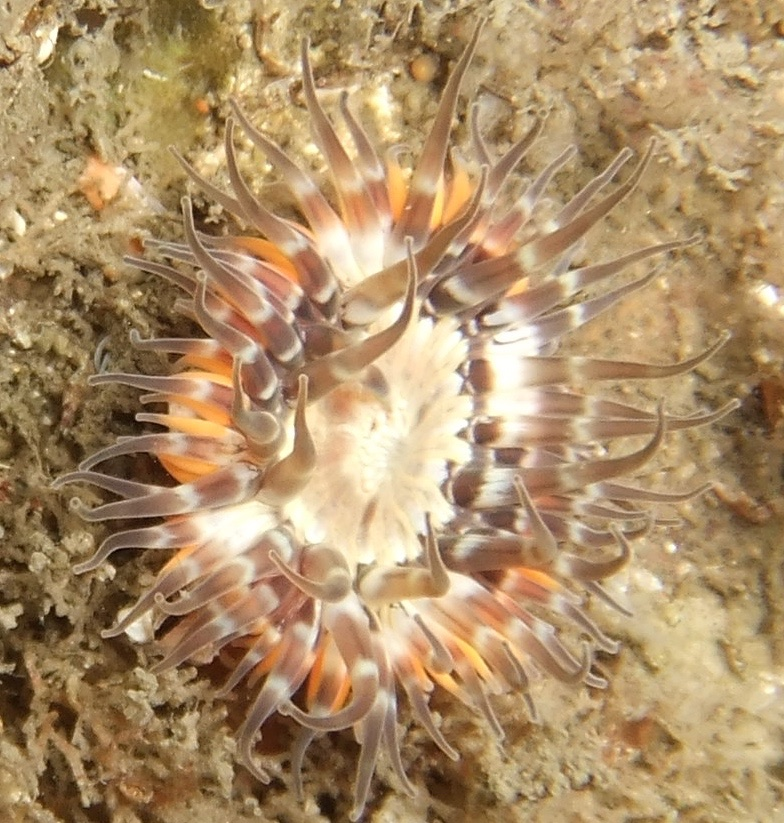
Sagartia elegans, une Sagartiidae.
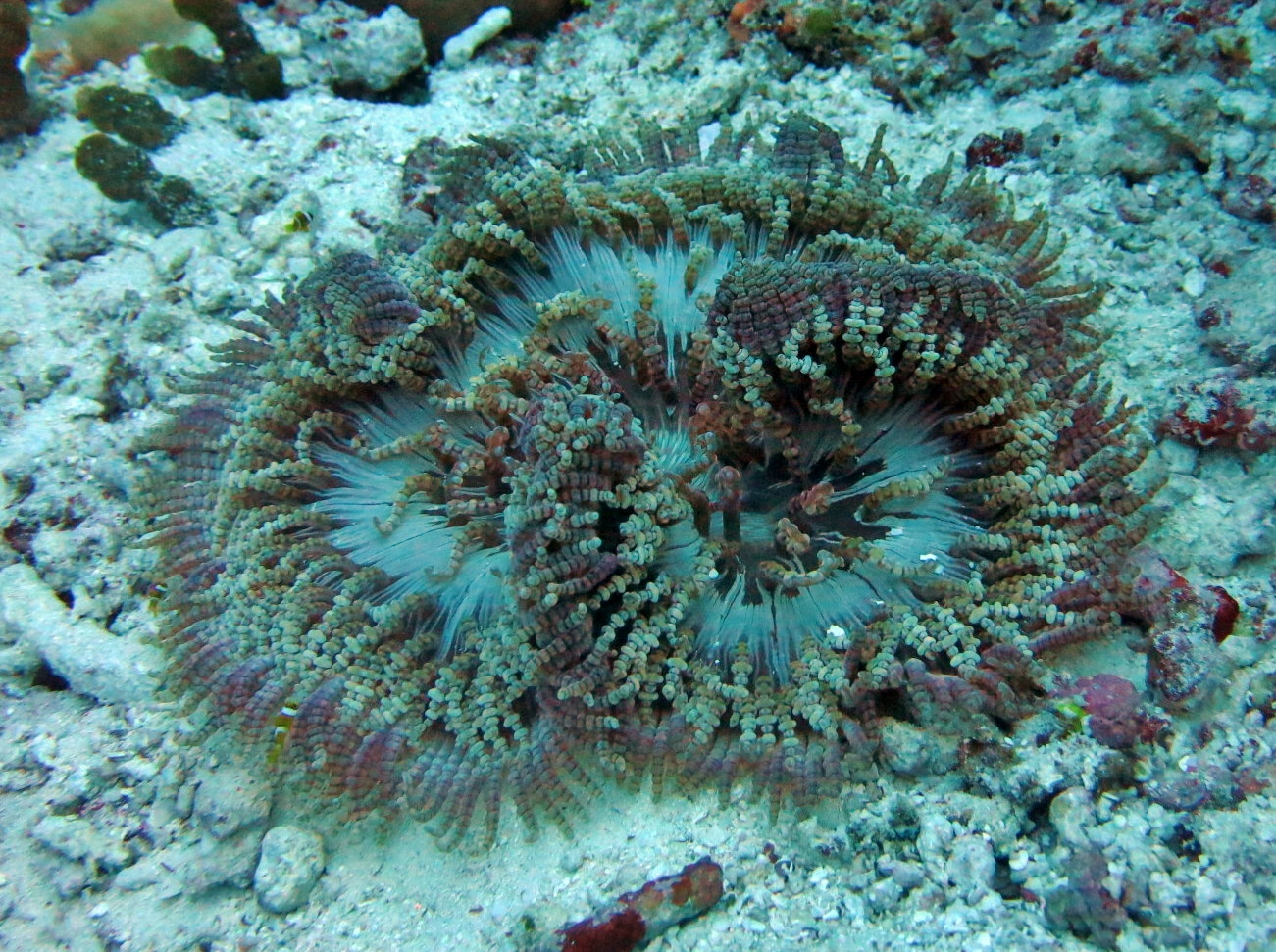
Heteractis aurora, une Stichodactylidae.
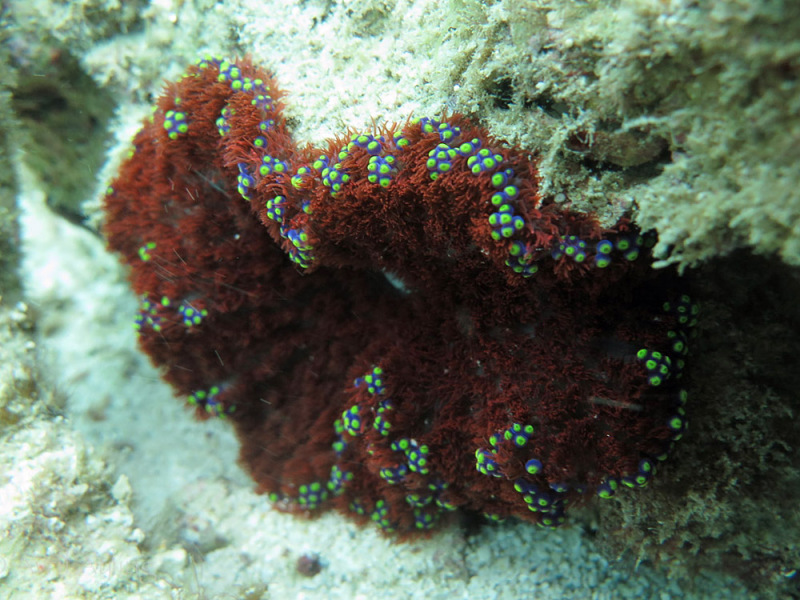
Thalassianthus aster, une Thalassianthidae.

## Publication originale
- (en) Estefanía Rodríguez, Marcos S. Barbeitos, Mercer R. Brugler, Louise M. Crowley, Alejandro Grajales, Luciana Gusmão, Verena Häussermann, Abigail Reft et Marymegan Daly, « Hidden among sea anemones: the first comprehensive phylogenetic reconstruction of the order Actiniaria (Cnidaria, Anthozoa, Hexacorallia) reveals a novel group of hexacorals », PLOS One, PLoS, vol. 9, no 5,‎ 2014, e96998 (ISSN 1932-6203, OCLC 228234657, PMID 24806477, PMCID 4013120, DOI 10.1371/JOURNAL.PONE.0096998, lire en ligne).